# 佛朗哥·梅尼凯利
佛朗哥·梅尼凯利（義大利語：Franco Menichelli，1941年8月3日—），意大利前男子竞技体操运动员。他曾参加1960年、1964年和1968年三届夏季奥运会，共收获一枚金牌、一枚银牌和三枚铜牌。